# Miltogramma maxima
Miltogramma maxima är en tvåvingeart som först beskrevs av Boris Borisovitsch Rohdendorf 1925.  Miltogramma maxima ingår i släktet Miltogramma och familjen köttflugor. Inga underarter finns listade i Catalogue of Life.